# Нуруллаев, Шоды
Шоды Нуруллаев — советский узбекистанский хозяйственный деятель, Герой Социалистического Труда.

## Биография
Родился в 1902 году на территории современного Гиждуванского района Бухарской области.
В 1924—1939 — мираб Бухарского областного управления водного хозяйства.
В 1939—1980 — начальник Хархурского гидроузла Бухарского областного управления оросительных систем.
Указом Президиума Верховного Совета СССР от 20 февраля 1978 года присвоено звание Героя Социалистического Труда с вручением ордена Ленина и золотой медали «Серп и Молот».
Умер после 1981 года в Бухарской области.

## Награды и звания
- Герой Социалистического Труда (20.02.1978)
- Орден Ленина (14.12.1972, 20.02.1978)